# Discorsi e dimostrazioni matematiche intorno a due nuove scienze
Discorsi e dimostrazioni matematiche intorno a due nuove scienze attenenti alla meccanica e i movimenti locali è un trattato di Galileo Galilei, pubblicato a Leida - Paesi Bassi nel 1638 dall'editore Ludovico Elzeviro.
È la più importante opera galileiana sulla scienza moderna, della quale ne illustra e dimostra i principi, in particolare del moto uniformemente accelerato, e della scienza delle costruzioni. 
Le altre opere principali di Galileo riguardano temi astronomici: Sidereus Nuncius (Venezia, 1610) e Dialogo sopra i due massimi sistemi del mondo (Firenze, 1632).
Il Trattato Due nuove scienze si sviluppa come un dialogo fra tre personaggi, ambientato nella suggestiva cornice del rinascimentale Palazzo Sagredo sul Canal Grande a Venezia. I tre personaggi dibattono fra loro temi scientifici e rappresentano diversi punti di vista: Salviati interpreta il ricercatore innovatore e progressista, Simplicio rappresenta il dotto accademico ancorato alla tradizione ed infine Sagredo cerca di mediare fra questi due opposti orientamenti, interessandosi anche agli aspetti tecnici ed economici delle nuove scienze. Tuttavia, solo nelle prime due giornate si svolge un vero e proprio dialogo. Nella terza e quarta giornata Salviati legge un trattato in latino sul moto, che si immagina composto dal suo amico Accademico. Solo raramente si svolgono brevi scambi verbali tra i presenti, soprattutto per domande e chiarimenti.

## Contenuti delleDue nuove scienze
Il Dialogo avviene a Venezia nel corso di una settimana ed è diviso in quattro giornate.
- PRIMA GIORNATA: Scienza nuova prima intorno alla resistenza dei solidi ad essere spezzati - riguarda la resistenza a trazione nelle corde[5], la resistenza a taglio nei chiodi[6], la resistenza a compressione nei solidi, la struttura chimica dei materiali[7], l'esistenza del vuoto, il confronto fra i corpi formati da atomi indivisibili e i corpi continui, il galleggiamento dei corpi, l'ottica e gli specchi parabolici[8], la velocità della luce, la caduta di gravi di peso diverso, la caduta dei gravi nel vuoto e nell'aria, le oscillazioni del pendolo[9], l'acustica e l'armonia musicale.

- SECONDA GIORNATA: Qual potesse esser causa di tal coerenza - è il primo trattato razionale di scienza delle costruzioni che supera i criteri empirici ed approssimativi dei trattati rinascimentali di architettura. Viene dimostrata la regola sulla resistenza delle travi o legge della flessione retta[10]. In base alle ricerche di Galileo fu impostata dagli ingegneri del settecento ed ottocento la teoria della trave. La legge statica della trave di Galileo è la più importante scoperta di resistenza delle costruzioni alla base dell'ingegneria moderna.

- TERZA GIORNATA: Scienza nuova altra, de i movimenti locali - si illustra la scoperta dei principi della dinamica, fra cui il principio di inerzia[11] e il principio delle accelerazioni costanti[12] nella caduta dei gravi. Il capitolo indica i principi della dinamica per il moto rettilineo uniforme e per il moto uniformemente accelerato, dai quali vengono dedotte le equazioni del movimento nella caduta dei gravi e nelle vibrazioni meccaniche ed il principio di isocronismo del pendolo[13] (importante per la misura del tempo). Si illustrano le prime sperimentazioni di Galileo sulla caduta di sferette metalliche sul piano inclinato e le relative dimostrazioni geometrico-meccaniche.

- QUARTA GIORNATA: Del violento, o vero dei proietti - prima teoria scientifica sui movimenti del corpo in due dimensioni, applicata al lancio del proiettile. Galileo dimostra che il proiettile percorre una orbita parabolica[14] e dimostra il principio di composizione dei movimenti[15]. Alla fine del capitolo, la teoria geometrica sul lancio del proiettile si riassume nelle tavole balistiche[16] da usare per calcolare la gittata del proiettile al variare dell'angolo di inclinazione del cannone sul terreno.

- QUINTA GIORNATA: Definizioni delle proporzioni di Euclide - si definiscono le grandezze proporzionali in modo più intuitivo rispetto agli Elementi di geometria di Euclide (libro 5º). La definizione galileiana è molto più adatta per descrivere la misura di una grandezza fisica rispetto ad una unità di misura fissata.

- SESTA GIORNATA: Della forza della percossa - si espongono le nuove scoperte di Galileo sulla dinamica degli urti fra due corpi (esempio: martello che colpisce un chiodo o uno scalpello, porta che ruota e urta gli stipiti, infissione di fondazioni edilizie con pali profondi, lavori di carpenteria, ecc.). Si indica per la prima volta la proporzione fra le velocità e le masse nell'urto dei corpi. La trattazione galileiana è un'anticipazione del principio di conservazione della quantità di moto della dinamica classica.

- Appendice: centri di gravità dei solidi - calcoli geometrici dei centri di gravità di figure solide.

## Il trattato nella storia della scienza
Il trattato Due nuove scienze fu pubblicato all'estero per non rischiare le eventuali limitazioni della censura romana e dell'Inquisizione. Come infatti riferito da Fulgenzio Micanzio a Galileo nel Febbraio 1635, esisteva un divieto generale ad approvare nuove pubblicazioni (o la ristampa delle vecchie) dello scienziato fiorentino soggetto alla condanna del confino, anche se gli scritti non trattavano il moto dei corpi celesti.
Galileo dedicò il trattato all'ambasciatore del Re di Francia presso la Santa Sede, Francois de Noailles (1584-1644) che invitò in più occasioni il papa Urbano VIII, a mitigare le pene a Galileo dopo il processo del 1633. Nella prima edizione olandese del 1638 furono pubblicate solo le prime quattro giornate; le cosiddette 5ª e 6ª giornata furono pubblicate in edizioni successive, rispettivamente nel 1774 e nel 1718 (alla cosiddetta sesta viene fatto più volte riferimento nella prima edizione; evidentemente Galileo non la termino' in tempo per inserirla). Nella "sesta" giornata Simplicio viene sostituito da Aproino, personaggio ispirato  al trevigiano Paolo Aproino, già studente di Galileo a Padova.
Il libro ebbe notevole successo nei Paesi Bassi, Francia, Inghilterra, Germania e fu una pietra miliare per la scienza moderna. Da questa opera galileiana trassero ispirazione tutti i più grandi scienziati europei, da Isaac Newton a Leonhard Euler, da Evangelista Torricelli a Giuseppe Luigi Lagrange, da Pierre Simon Laplace a Claude-Louis Navier.
Questi scienziati citarono Galileo più volte nelle loro opere, come il primo grande sperimentatore della nuova fisica del seicento e come lo scopritore dei principi della scienza moderna.
Dopo la prima pubblicazione delle Due nuove scienze nei Paesi Bassi nel 1638, gli studi galileiani sui principi della fisica furono sviluppati in Italia da Evangelista Torricelli nel trattato Opere geometriche del 1644.
Il principale riconoscimento delle scoperte di Galileo in Inghilterra fu dovuto ad Isaac Newton nei Principi matematici della filosofia naturale del 1687. Nel primo libro della sua opera maggiore, dopo aver formulato i tre fondamentali Principi della dinamica Newton indicò, generosamente, che i primi due principi derivavano dagli esperimenti e teorie di Galileo Galilei sul movimento di caduta dei gravi (verticale e sul piano inclinato) e sul movimento in due dimensioni (lancio del proiettile).
In Francia il primo matematico del Re Luigi XIV Pierre Varignon espose i principi della fisica in base alle dimostrazioni galileiane delle Due nuove scienze. Nel Trattato sul moto e sulla misura dell'acque correnti Varignon seguì in modo dettagliato la serie di teoremi e dimostrazioni del trattato di Galileo del 1638.. 
In Francia ulteriori riconoscimenti dei principi di Galileo e delle Due nuove scienze furono fatte dai fisici e matematici Giuseppe Luigi Lagrange e Pierre Simon Laplace 
e dal grande ingegnere Claude-Louis Navier.
In Germania e in Russia Leonhard Euler, direttore delle due Accademie delle Scienze di Berlino di San Pietroburgo, indicò i grandi meriti da Galileo nella prefazione del suo principale trattato di meccanica del 1736: Meccanica, ossia scienza del moto analiticamente esposta pubblicato a San Pietroburgo..
Nell'Ottocento e nel Novecento l'interesse dei ricercatori e degli storiografi della scienza si rivolse principalmente all'altra opera galileiana Dialogo sopra i due massimi sistemi del mondo. Soltanto negli ultimi decenni sono riprese le analisi critiche e storiografiche sul trattato Due nuove scienze soprattutto grazie agli studi dell'argentino Jose San Roman Villasante, di Ludovico Geymonat dell'Università di Milano, del francese Maurice Clavelin, del canadese Stillman Drake, di Enrico Giusti dell'Università di Firenze, di Alessandro De Angelis dell'Università di Padova.